# NX bit
Az NX bit vagy No-execute bit a lap táblázatának 63. bitje. Lehetővé teszi az operációs rendszer számára, hogy meghatározza, hogy a virtuális címtér mely részei tartalmazhatnak végrehajtható kódot, és melyek nem. Amennyiben olyan területről történik kódvégrehajtási kísérlet, ahol ez nem engedélyezett, akkor memóriahozzáférési hiba keletkezik, olyan, mint ami akkor keletkezik, ha például egy csak olvasható helyre akarnánk írni. Ez megnehezíteni hivatott a rosszindulatú kódoknak, hogy átvegyék a rendszer feletti uralmat „puffertúlcsordulás” típusú támadásokkal. Szegmensleíró tulajdonságként ehhez hasonló védelem van az x86-os processzorokban is a 80286-os óta. Ez a típusú védelem csak akkor működik, ha egy egész szegmensre vonatkoztatjuk. Az AMD volt az első, aki az x86-os processzorokban használta a no-execute bit-et lineáris a címzési módnál. Ez a tulajdonság elérhető AMD64 processzorokban is emulált üzemmódban, és a jelenlegi Intel x86 processzorokban is, ha a PAE használatban van.